# Juego de tronos (videojuego de 2014)
Game of Thrones (también llamado Game of Thrones: A Telltale Games Series) es un videojuego del género de aventura gráfica y drama de fantasía episódica, basado en las novelas de fantasía Canción de hielo y fuego de George R. R. Martin y en su adaptación televisiva Juego de tronos. El juego fue lanzado en diciembre de 2014 para Android, iOS, Microsoft Windows, OS X, PlayStation 3, PlayStation 4, Xbox 360 y Xbox One.
El juego está siendo desarrollado por Telltale Games y sigue el formato episódico encontrado en otros títulos de Telltale, como The Walking Dead, The Wolf Among Us y Tales from the Borderlands, donde las opciones y acciones del jugador influyen en los acontecimientos posteriores en todo el arco de los 6 episodios. La historia gira en torno a la norteña Casa de Forrester, los gobernantes de Ironrath, cuyos miembros, incluidos los cinco personajes jugables, intentan salvar a su familia y a ellos mismos después de terminar en el bando perdedor de la Guerra de los Cinco Reyes. El juego incluye la configuración de los personajes y actores de doblaje de las novelas y series de televisión.

## Desarrollo

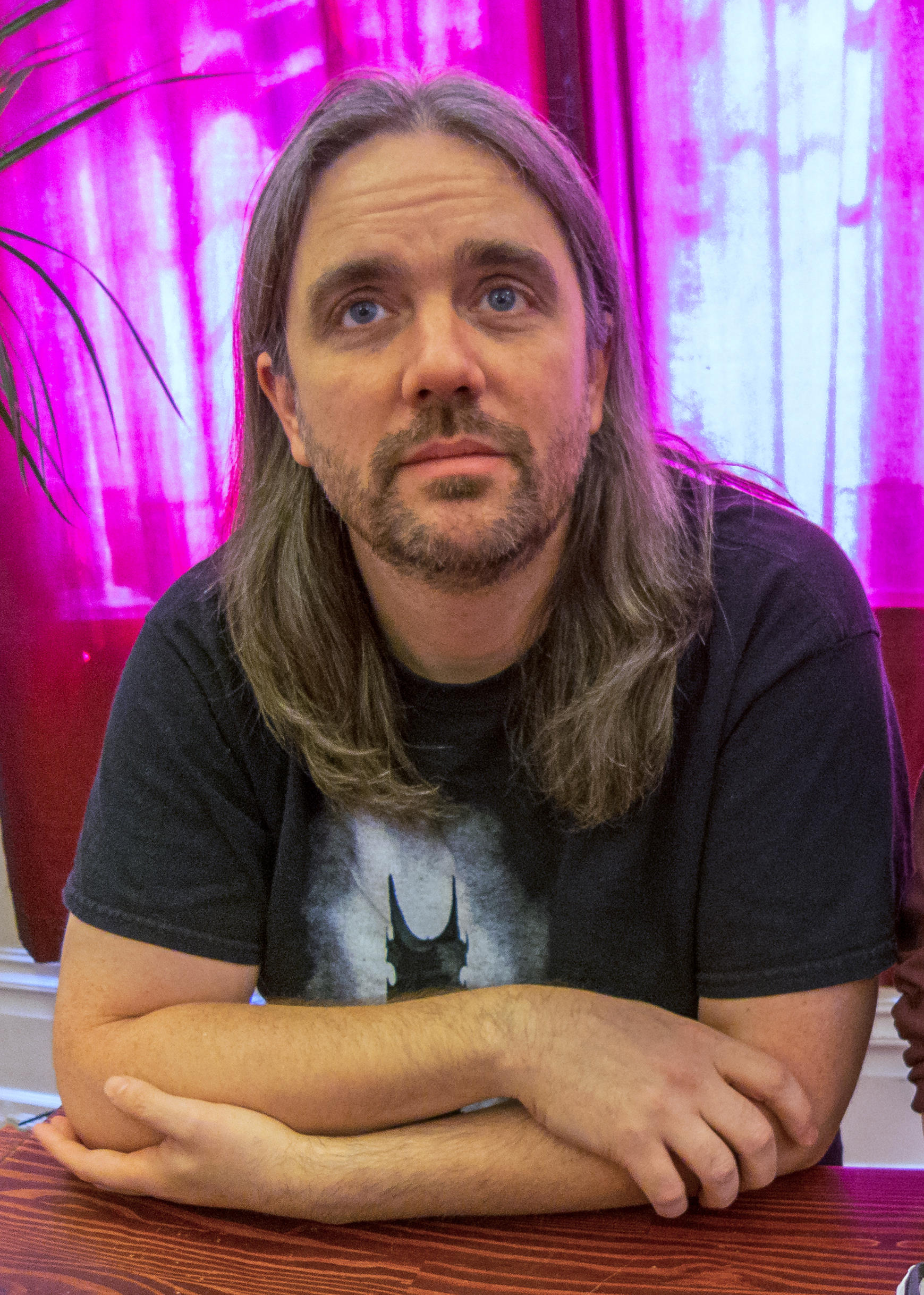
Ty Corey Franck, asistente personal de Martin, actúa como un "consultor de historia" para el juego.

Después de que los videojuegos previos basados en sus obras recibieron respuestas críticas negativas o mediocres, George R. R. Martin opinó que quería "un juego de juego de tronos hecho por un estudio que supiera cómo crear una emocionante e interesante historia". Telltale Games ha encontrado el éxito crítico en varios juegos de aventura con licencia, incluyendo su series episódicas de videojuegos The Wolf Among Us y The Walking Dead. Juego de Tronos surgió de las discusiones internas dentro de Telltale de lo que otras franquicias populares querían escribir juegos que existen, con mucho apoyo dado para Juego de tronos, considerando su equivalencia emocional a The Walking Dead. Se acercaron a HBO con el concepto, y después de un año de negociaciones, fueron capaces de obtener la licencia.
En diciembre de 2013, Telltale anunció a Juego de tronos en el programa de premios de videojuegos de Spike VGX 2013. George R.R Martin declaró que su asistente personal, Ty Corey Franck, está trabajando con Telltale Games como un "consultor de historia". El CEO de Telltale, Dan Connors explicó que el juego no será una precuela de la serie de televisión, y que el mundo establecido y cronología de Juego de Tronos que está permitiendo Telltale sirve para explorar historias fijas con mayor profundidad, para atraer a los jugadores.

## Jugabilidad
Juego de tronos es una aventura gráfica episódica del género drama de fantasía, lanzado con 6 episodios que siguen el modelo de los juegos de aventuras anteriores de Telltale. El jugador es capaz de mover su carácter en torno a algunas escenas, interactuando con los objetos e iniciar cadenas de conversación con personajes no jugadores. Las decisiones tomadas por los acontecimientos en los que el jugador actúa, tiene gran influencia en futuros episodios. El juego se alterna entre los puntos de vista de cinco personajes diferentes.
Cada episodio contiene cinco puntos en los que el jugador debe tomar una decisión importante, la elección de una de las dos opciones disponibles. A través de los servidores de Telltale, el juego rastrea cuántos jugadores seleccionan la opción y permite al jugador comparar sus opciones al resto de la base de jugadores. El juego se puede completar sin importar qué decisiones se hacen en estas situaciones; los principales acontecimientos de la historia, como se describen a continuación, continuarán independientemente de las decisiones que se toman, pero la presencia y el comportamiento de los personajes no jugadores en escenas posteriores se verán afectados por estas opciones. El juego sí permite al jugador hacer múltiples guardados, e incluye una función de "rebobinar", donde el jugador puede realizar copias de seguridad y modificar una decisión anterior, lo que facilita la exploración de opciones alternativas.
Algunas escenas son más orientadas a la acción, lo que requiere que el jugador pueda responder a una serie de eventos en tiempo rápido. El incumplimiento de estos correctamente puede terminar la escena con la muerte del personaje jugable u otro personaje, pero el juego se reiniciará en un control justo antes de esa escena para permitir que el jugador vuelva a intentarlo. En algunos casos, el fracaso en determinados eventos de tiempo rápidas resulta en decisiones de juego de menor importancia.

## Sinopsis

### Ajuste
El juego tiene lugar simultáneamente con la serie de televisión, desde el final de la tercera temporada, hasta justo antes del inicio de la quinta temporada. La historia se centra en la Casa Forrester, una familia aún no introducida en la serie de televisión, pero mencionada brevemente en la novela una danza con dragones. La Casa Forrester es oriunda de Ironrath, una fortaleza en el norte de Poniente, donde controlan el valioso bosque Ironwood, codiciado por muchos debido a la importancia militar de la madera. El juego no solo tiene lugar principalmente cerca de la Ironwood, sino también en otros lugares en los continentes de Poniente y Essos.

### Personajes
A lo largo del juego, el jugador controla a uno de los 5 miembros de la familia o a los siervos de los Forrester, con las decisiones tomadas por un personaje que afecta a los demás, y el destino final de la casa. Trece personajes jugables y no jugables originales fueron creados para el juego.
- Asher Forrester (Alex Jordan): Segundo hijo de la Casa Forrester que ha sido exiliado a Essos, donde sirve como mercenario.[9]

- Beskha (Toks Olagundoye): Una mercenaria, socia de Asher Forrester, que se halla en Essos.

- Cotter: Un miembro de la Guardia de la Noche que llegó al Muro por robar patatas para alimentar a su hermana.

- Duncan Tuttle (Robin Atkin Downes): Un antiguo amigo de los Forrester que ejerce como castellano de Ironrath ante la ausencia de Lord Gregor.[10]

- Elaena Glenmore (Amy Pemberton): Hija de Lord Glenmore, es la prometida de Rodrik Forrester.

- Elissa Forrester (Lara Pulver): Matriarca de la Casa Forrester aunque perteneciente a la Casa Branfield. Es una mujer audaz y decidida capaz de hacer cualquier cosa por su familia.[11]

- Ethan Forrester (Christopher Nelson): Hermano gemelo de Talia y tercer hijo varón de los Forrester. Es un muchacho estudiante y de carácter prudente.[12]

- Finn (Yuri Lowenthal): Un miembro de la Guardia de la Noche, llegó al Muro por matar a un miembro de la Casa Piper.

- Frostfinger (Jeremy Crutchley): Un miembro de la Guardia de la Noche encargado de adiestrar a los nuevos reclutas. Adopta el papel de Ser Alliser Thorne.

- Gared Tuttle (Daniel Kendrick): Sobrino de Duncan Tuttle y escudero del propio Lord Gregor Forrester.[13]

- Gregor Forrester (Robin Atkin Downes): Señor de Ironrath y cabeza de la Casa Forrester.[14]

- Gryff Whitehill (Sacha Dawan): Hijo menor de Lord Whitehill.

- Gwyn Whitehill (Laura Bailey): Hija de Lord Whitehill, mantuvo una relación en el pasado con Asher Forrester.

- Harys (Ron Bottitta): Maestro de armas de Highpoint, es también el comandante y brazo armado de Lord Whitehill.

- Ludd Whitehill (Geoff Leesley): Señor de Highpoint y cabeza de la Casa Whitehill. Guarda un profundo odio y rencor hacia la Casa Forrester.

- Maestre Ortengryn (David Franklin): Maestre de la Ciudadela que sirve en Ironrath.[7]

- Malcolm Branfield (J. B. Blanc), hermano de Lady Forrester y, con ella, los únicos miembros supervivientes de la Casa Branfield.[15]

- Mira Forrester (Martha Mackintosh): Hija mayor de la Casa Forrester, sirve como doncella de Margaery Tyrell en Desembarco del Rey.[16]

- Rickard Morgryn (Nick Thomas Afka): Un comerciante contratado por Ludd Whitehill para comerciar con los derechos de Ironrath.

- Rodrik Forrester (Russ Bain): Hijo primogénito de la Casa Forrester y heredero de Lord Gregor.[17]

- Ryon Forrester (Louis Suc): Hijo más joven de la Casa.[18]

- Ser Royland Degore (Brian George): Maestro de armas de Ironrath. Un hombre tan valiente como impulsivo.[19]

- Sera Flores (Natasha Loring): Una bastarda del Dominio que trabaja como doncella de Margaery Tyrell. Es una joven cercana a Mira Forrester.

- Talia Forrester (Molly Stone): Segunda hija de la Casa, heredó el espíritu audaz y combativo de su madre y hermanos.[20]

El juego también incluye personajes de las novelas y series de televisión, con el trabajo de voz realizado por los actores de la serie, incluyendo Cersei Lannister (Lena Headey), Tyrion Lannister (Peter Dinklage), Jon Nieve (Kit Harington), Margaery Tyrell (Natalie Dormer), Ramsay Nieve (Iwan Rheon) y Daenerys Targaryen (Emilia Clarke).

## Episodios
| N.º | Título                      | Dirigido por      | Escrito por                                  | Fecha de emisión original |
| --- | --------------------------- | ----------------- | -------------------------------------------- | ------------------------- |
| 1 | «Hierro de hielo»           | Martin Montgomery | Andrew Grant                                 | 2 de diciembre de 2014    |
| En la Boda Roja, Lord Gregor Forrester, banderizo de la Casa Stark, y su heredero Rodrik, son asesinados por los Frey. El Escudero de Lord Forrester, Gared Tuttle, asesina en defensa propia a un soldado Bolton y determinantemente a otro a sangre fría, y al regresar lo envían al Muro para escapar de la venganza de dicha casa (Bolton), quienes son los nuevos gobernantes del Norte; la hija de Lord Gregor, Mira, es una dama de honor de la prometida del Rey Margaery Tyrell, y busca apoyo su familia en la corte de Desembarco del Rey. Pero el joven heredero de Casa Forrester, Ethan, es, no obstante, asesinado por Ramsay Nieve, bastardo y ejecutor del nuevo Guardián del Norte, Roose Bolton, con el fin de intimidar y obtener el control de valiosas reservas forestales del asentamiento de los Forrester, Ironwood. Lady Elissa Forrester le encomienda a su hermano Malcolm Branfield la misión de buscar a su hijo Asher, quien ha sido exiliado a Essos. |                             |                   |                                              |                           |
| 2 | «Los señores perdidos»      | Kent Mudle        | Nicole Martínez, Meghan Thornton y Brad Kane | 3 de febrero de 2015      |
| Un carro con los cuerpos de la masacre de los Mellizos es traído a Ironrath, entre ellos está el cuerpo sin vida del Señor Gregor y Rodrik muy malherido, pero aún vivo. Gared llega a El Muro, donde comienza su entrenamiento para convertirse en un guardabosques de la Guardia de la Noche; junto con sus nuevos hermanos, Finn y Cotter. La Intriga es moneda corriente en Desembarco del Rey, con Mira sigue buscando el apoyo de la Corona - y Mira se enfrenta a la ira de un conspirador aún desconocido. En distante Yunkai, tres días después de la liberación de Daenerys, Asher y su compañera Beskha son auxiliados durante un ataque por Malcolm Branfield, enviado por su madre a traerlo de vuelta a Ironrath. |                             |                   |                                              |                           |
| 3 | «La espada en la oscuridad» | Graham Ross       | Dan Martin, John Dombrow y Joshua Rubin      | 24 de marzo de 2015       |
| Asher se pone en marcha para Meereen con la esperanza de encontrar un ejército para llevar en la lucha contra la Casa Whitehill. Mientras tanto, en Desembarco del Rey, Mira, está atrapada en la agitación política de la ciudad tras los acontecimientos recientes, todavía está en el trabajo de encontrar un poderoso aliado para ayudar a su familia en su lucha. En Ironrath, la toma de posesión Whitehill, con Ludd Whitehill y su cuarto hijo Gryff al timón, se prolonga. A la orden de su padre, Gryff Whitehill, con tal de demostrar que es digno de dirigir Ironrath sometiendo a los Forrester, presiona a Rodrik Forrester y su casa para sucumbir a la regla Whitehill. En la pared, el tío de Gared le informa que él debe dirigirse hacia el norte con el fin de garantizar la seguridad de su familia. mientras hace sus quehaceres, él es forzado a enfrentarse a uno de los hombres, ahora miembro de la Guardia de la Noche, que asesinó a su padre y hermana. |                             |                   |                                              |                           |
| 4 | «Hijos del invierno»        | Kent Mudle        | Nicole Martínez y Brad Kane                  | 26 de mayo de 2015        |
| Con la esperanza de recuperar Ironrath, Rodrik Forrester se alía con Elaena y Arthur Glenmore que comparten su odio a la Whitehills. Juntos, idean un plan para tomar discretamente fuera Gryff Whitehill. En Desembarco del Rey, ahora una ciudad en el caos tras el asesinato del rey Joffrey, Mira Forrester asiste a un banquete con la esperanza de encontrar el contacto de los Whitehills que conspira contra su familia. En la pared, Gared es injustamente encarcelado a raíz de sus acciones para luego ser ejecutado; pero con ayuda pronto se escapa y se dirige a la arboleda del Norte, enfrentando a los cazadores que viven más allá del Muro en el camino. En Essos, en las afueras de la ciudad de esclavos de Meereen, Asher, Beskha y Malcolm se reúnen Daenerys Targaryen que les ofrece un ejército a cambio de la guía a través Meereen, la ciudad natal de Beskha en la cual era una esclava. |                             |                   |                                              |                           |
| 5 | «Un nido de víboras»        | Jason Latino      | Meghan Thorton y Brad Kane                   | 21 de julio de 2015       |
| Como castigo por las represalias de Rodrik contra Gryff, Ramsay Nieve decide no tomar partido, dejando así a los Forrester y a los Whitehills a luchar entre sí. Sobre la base de las decisiones del jugador, Talia se entera de que Duncan / Royland es el traidor de la familia y Rodrik declara la guerra a la casa rival. En Essos, Asher, Beskha y Malcolm se ven obligados a buscar otro grupo de soldados después de su trato fallido con Daenerys Targaryen. Asher logra convencer a un grupo de luchadores de arena despiadados a unirse a la lucha de su familia en Poniente. Más allá del Muro, Gared y su/s compañero/s son emboscados por espectros matando a uno de ellos si los acompañó y por lo tanto obligados a seguir buscando la arboleda del Norte. En Desembarco del Rey, Mira negocia con Cersei y obligado a recibir información de Tyrion en las celdas negras. Cuando Asher llega a Ironrath con su grupo de soldados y se reúne con Rodrik, los hermanos reunidos y su ejército son emboscados por los hombres de Gryff. El jugador entonces se da la elección de quién debe sobrevivir y quien se sacrifica: Asher o Rodrik. |                             |                   |                                              |                           |
| 6 | «El dragón de hielo»        | Kent Mudle        | Andrew Grant y James Windeler                | 17 de noviembre de 2015   |
| Tras la emboscada Whitehill, Asher / Rodrik regresan a Ironrath con los luchadores de arena para prepararse para la próxima batalla con el Whitehills. Ludd Whitehill se acerca Ironrath con su ejército para invadirla (en la versión de Rodrik); aceptar condiciones de rendición con tal de aliar las casas y ofrece el cuerpo del Rodrik como señal de buena fe, los Forresters planean intentar matar a Ludd Whitehill con el fin de causar el caos en las filas de su ejército y rescatar Ryon (en la versión de Asher). Sin embargo, los resultados del plan no son exitosos porque, se cumplen a medias, con sacrificio, o incluso es cancelado, pero igualmente el resultado es la muerte de Ludd o su hijo Gryff Whitehill y Elissa Forrester y la derrota de los Forrester debido a que el ejército Whitehill rompe la puerta, lo que lleva a la caída de Ironrath y la muerte de la mayor parte de sus habitantes. Asher / Rodrik fue evacuado de manera segura en el último momento por su centinela que se queda atrás y se reencuentra con Talia y, o bien el traidor de los Forrester si Rodrik perdonó su vida, el centinela, o Gwyn Whitehill (solo posible en la versión de Asher). Mientras tanto Bershka logró evacuar Ryon de Ironrath. lejos, Gared finalmente llega a la arboleda del Norte conociendo a los hijos bastardos de Gregor Forrester que habitan y protegen el la arboleda del Norte, luego los ayuda en la lucha contra un grupo de espectros y luego se reúne con Cotter el cual sufría por su herida infectada y Gared le realiza una eutanasia con veneno o por medio de un rito abrirle el pecho y sacarle el corazón para fortalecer la magia del lugar, luego decide si quedarse en el lugar el resto de su vida para protegerlo o volver con todas las fuerzas del lugar hacia Ironrath. En Desembarco del Rey, después de perder la protección de Margaery Tyrell, Mira y su amigo Tom tratan de evitar el guardia Lannister mientras descubre que un ex aliado ha estado conspirando contra ella todo este tiempo y aprisionandola, le deja solo dos opciones, morir ejecutada, o con tal de estar viva y mantener su linaje Forrester, casarse con él para tener Ironrath y haciendo que ejecuten a Tom en su lugar. |                             |                   |                                              |                           |

## Recepción

### Episodio uno - Hierro de hielo
Hierro de hielo recibió críticas positivas. Los Sitios web de reseñas GameRankings y Metacritic dieron a la versión de Microsoft Windows 74,37 % basadas en 27 comentarios y 75/100 Basado en 44 comentarios, la versión de PlayStation 4 77,82 % basado en 17 opiniones y 77/100 basado en 18 revisión de la versión Xbox One dio 82,73% basado en 11 comentarios y 80/100 basado en 14 críticas.

### Episodio dos - Los señores perdidos
El episodio dos: los señores perdidos recibió críticas de mixtas positivas. Los sitios web de reseñas GameRankings y Metacritic dieron a la versión de Microsoft Windows 74,96 % basado en 23 comentarios y 73/100 Basado en 35 comentarios, la versión de PlayStation 4 69.40% Basado en 15 comentarios y 69/100 basado en 16 críticas y la versión de Xbox One 74,92 % Basado en 13 comentarios y 76/100 basado en 10 críticas.
Revisor Gamezebo señaló que el episodio 2, en particular, exhibió un rendimiento deficiente en dispositivos iOS, con problemas técnicos y la tartamudez que afecta a la capacidad del jugador para tener éxito en los eventos programados.

### Episodio tres - La espada en la oscuridad
Episodio tres - La espada en la oscuridad recibió críticas positivas. Los sitios web de reseñas GameRankings y Metacritic dieron a la versión de Microsoft Windows 76,52 % basado en 21 comentarios y 77/100 basado en 30 comentarios, la versión de PlayStation 4 71.29% Basado en 17 comentarios y 70/100 basado en 16 críticas y la versión para Xbox One 81,94 % basada en 9 comentarios y 80/100 basado en 9 opiniones.

### Episodio Cuatro - Hijos del Invierno
Episodio cuatro - Hijos del invierno recibió críticas positivas. Sitios web de reseñas GameRankings y Metacritic dieron a la versión de Microsoft Windows 76 % Basado en 17 comentarios y 77/100 basado en 27 comentarios, a la versión PlayStation 4 75,29 % basado en 17 comentarios y 73/100 basado en 15 críticas y a la versión Xbox One 80 % basada en 9 comentarios y 80/100 basado en 8 opiniones.

### Episodio cinco - Un nido de víboras
Episodio cinco - Un nido de víboras recibió críticas de mixtas a positivas. Los sitios web de reseñas GameRankings y Metacritic dieron a la versión de Microsoft Windows 71.47% Basado en 19 comentarios y 74/100 Basado en 25 comentarios, la versión para PlayStation 4 67 % basado en 9 opiniones y 71/100 basado en 9 comentarios y a la versión de Xbox One 78,4 4% basada en 9 comentarios y 75/100 basado en 8 opiniones.

### Episodio seis - El dragón de hielo
Episodio seis - El dragón de hielo recibió mixta de críticas positivas. Agregación de sitios web de reseñas GameRankings y Metacritic dio la versión de Microsoft Windows 71,42 % Basado en 19 comentarios y 70/100 basado en 24 comentarios, la PlayStation 4 versión 72,5 % basado en 8 críticas y 75/100 basado en 10 críticas y la Xbox one una versión 83,17 % basado en 6 críticas y 84/100 sobre la base de 5 evaluaciones.